# 三菱地所プロパティマネジメント
三菱地所プロパティマネジメント株式会社（みつびしじしょプロパティマネジメント、英: MITSUBISHI JISHO PROPERTY MANAGEMENT Co., Ltd.、略称: MJPM）は、東京都千代田区丸の内に本社を置く、不動産会社。三菱地所の子会社で、オフィスビルや商業施設といった資産の運営管理を行い、収益の最大化や最適化、施設の魅力を高めていくプロパティマネジメント（PM）事業を行っている。

## 概要
三菱地所グループのオフィスビル・商業施設の運営管理事業を担っており、三菱地所グループの中核を担っている。100棟を超えるビル運営の他、丸の内のエリアマネジメント、イベント開催等多岐に渡る事業を展開している。三菱地所の物件だけでなく、REITなどの不動産投資家他多数のオーナーからプロパティマネジメントを受託しており、全国主要都市に拠点を構えている。また、2015年には台湾事業推進室を設置するなど、日本のプロパティマネジメント業界の先駆けとして海外事業への展開も視野に事業を行っている。

## 沿革
- 1991年（平成3年）10月1日 - 三菱地所ビルマネジメント横浜株式会社として設立
- 2002年（平成14年）1月1日 - 三菱地所ビルマネジメント株式会社に商号変更
- 2014年（平成26年）4月1日 - 株式会社三菱地所プロパティマネジメントと合併し、三菱地所プロパティマネジメント株式会社に商号変更
- 2021年（令和3年）4月1日 - 三菱地所リテールマネジメント株式会社を吸収合併（当社が存続会社）

## 事業内容
- プロパティマネジメントに関する計画・立案業務
- ビルの運営に関する業務
- ビルの管理に関する業務
- コンストラクションマネジメント業務
- 竣工前の開業準備支援、各種コンサルティング業務
- イベント企画・立案、エリアマネジメント

## 事業拠点
- 大丸有エリア
- 青山エリア
- 横浜
- その他首都圏エリア
- 北海道
- 仙台
- 名古屋
- 金沢
- 大阪
- 事業所一覧

## 主な受託ビル
- 丸の内ビルディング
- 新丸の内ビルディング
- 丸の内パークビルディング・三菱一号館
- 三菱UFJ信託銀行本店ビル
- 丸の内永楽ビルディング
- JPタワー
- 丸の内オアゾ
- 大手町ビル
- 大手町フィナンシャルシティ
- 有楽町ビル
- 新有楽町ビルヂング
- 国際ビル
- 新国際ビル
- 西新橋スクエア
- 横浜ランドマークタワー
- クイーンズタワーA
- 新青山ビル
- 赤坂パークビル
- 国際新赤坂ビル東館・西館
- 三田国際ビル
- 山王グランドビル
- 山王パークタワー
- 新宿イーストサイドスクエア
- 新宿フロントタワー
- 豊洲フロント
- 豊洲フォレシア
- 品川フロントビル
- 北海道ビル
- 新北海道ビル
- 仙台パークビル
- 大名古屋ビルヂング
- 名古屋広小路ビルヂング
- グランフロント大阪 タワーA・C
- OAPタワー
- 金沢パークビル

## 主なイベント
- Bright Christmas
- 丸の内イルミネーション
- 丸キューブ

## その他
- 2016年度より働き方改革に取り組んでおり、2017年度に削減した1億8600万円の残業代は、翌年に賞与などとして社員に還元する取り組みを行った[1]。

## 関連会社
親会社
- 三菱地所

三菱地所の連結子会社・完全子会社
- 三菱地所リアルエステートサービス
- 三菱地所レジデンス
- 三菱地所ハウスネット
- 三菱地所コミュニティ
- 三菱地所ホーム
- 東京流通センター
- サンシャインシティ
- 三菱地所・サイモン